# Трасна
Трасна — река в Одинцовском городском округе Московской области России, левый приток Нары.
Берёт начало в лесных болотах примерно в 6 км к юго-востоку от города Кубинки. Течёт на запад. На реке устроено два пруда. Трасна впадает в пруд на реке Наре около деревень Асаково и Чупряково. Устье реки находится в 145 км по левому берегу реки Нара. Длина реки составляет 12 км.
По данным Государственного водного реестра России, относится к Окскому бассейновому округу. Речной бассейн — Ока, речной подбассейн — бассейны притоков Оки до впадения Мокши, водохозяйственный участок — Нара от истока до устья.